# Tegalandong
Tegalandong is een bestuurslaag in het regentschap Tegal van de provincie Midden-Java, Indonesië. Tegalandong telt 6118 inwoners (volkstelling 2010).